# Илион (роман)
«Илион» (англ. Ilium) — научно-фантастический роман писателя Дэна Симмонса, первая часть из цикла Илион/Олимп о воссоздании поэмы Илиада на альтернативной Земле и Марсе. Как и цикл «Песни Гипериона», роман представляет собой интертекстуальную научную фантастику, основанную на Гомере и Шекспире и, кроме того, содержащую отсылки к произведению Марселя Пруста «В поисках утраченного времени» и роману Набокова «Ада».
В июле 2004 года книга была удостоена премии «Локус» за лучший научно-фантастический роман.

## Сюжет
В центре сюжета оказываются три группы персонажей: Хоккенберри (воскрешённый учёный-гомеровед из XX века), троянские и греческие воины, а также упомянутые в Илиаде греческие боги Дейман, Харман и Ада. События происходят спустя тысячелетия после XX века. Повествование ведётся от первого лица в настоящем времени при описании сюжетной линии Хоккенберри, обо всех остальных персонажах рассказ ведётся от третьего лица в прошедшем времени.

## Критика
В июле 2004 года книга была удостоена премии «Локус» за лучший научно-фантастический роман и номинирована на премию «Хьюго» за лучший роман.